# Jeziorowice (Niegowoniczki)
Jeziorowice – część wsi Niegowoniczki w Polsce, położona w województwie śląskim, w powiecie zawierciańskim, w gminie Łazy.
W latach 1975–1998 Jeziorowice należały administracyjnie do województwa katowickiego.